# Ciencia y tecnología en Irán

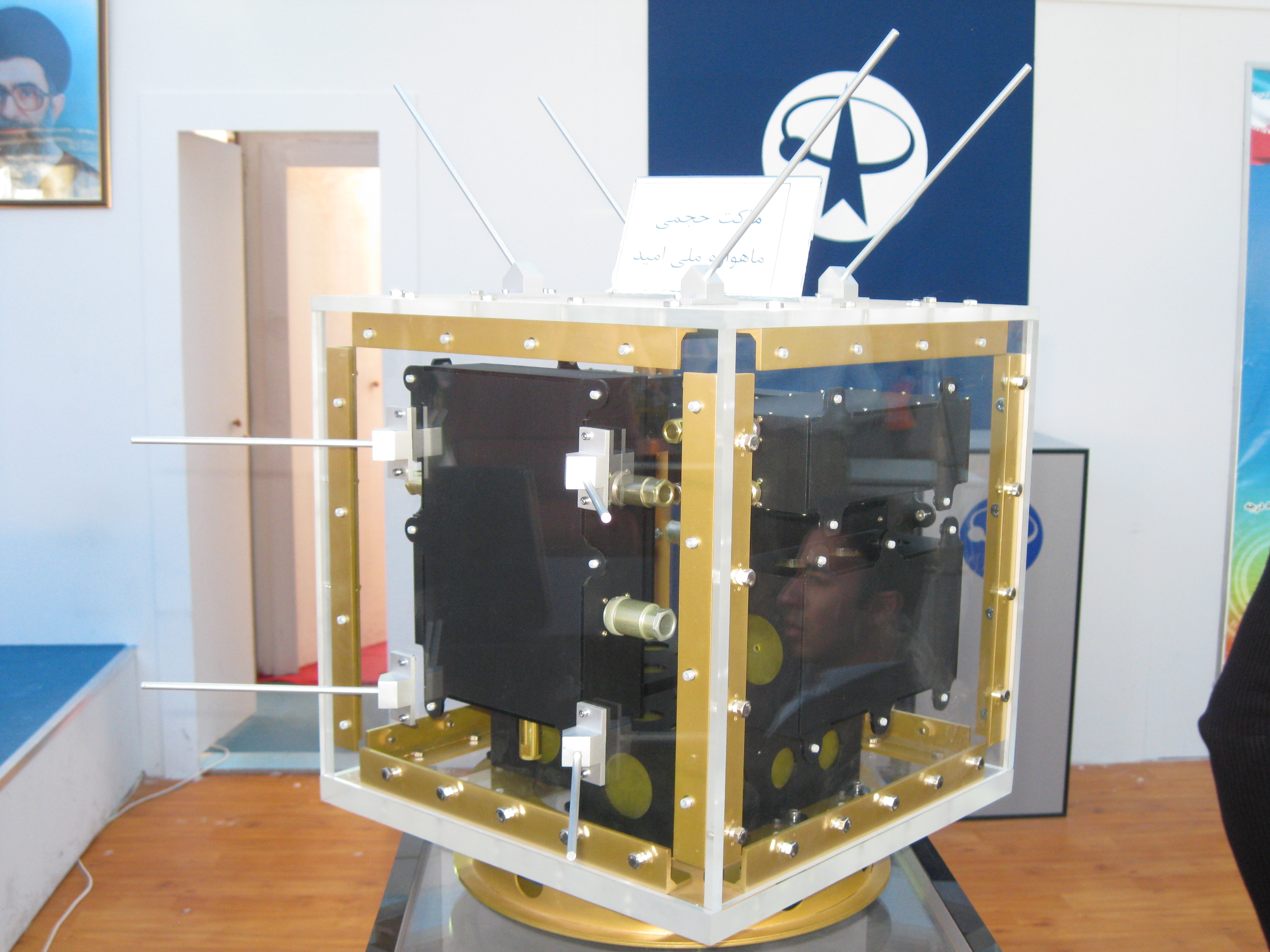
Satélite Omid. Irán es el noveno país en poner un satélite de fábricación propia en órbita con su propio lanzador y el sexto en enviar animales al espacio.

Irán ha hecho considerables avances en la ciencia y la tecnología a través de la educación, a pesar de las sanciones internacionales en casi todos los aspectos de la investigación durante los últimos 30 años. La población universitaria de Irán aumentó de 100.000 en 1979 a 2 millones en 2006. 70% de sus estudiantes de ciencias e ingeniería son mujeres. Según algunas fuentes, el progreso científico iraní es el más rápido en el mundo. Irán ha hecho grandes avances en los diferentes sectores, incluyendo el aeroespacial, la ciencia nuclear, la ciencia médica, así como las investigaciones con investigación con células madre y la clonación.
Persia fue cuna de la ciencia en épocas anteriores, lo cual contribuyó desarrollos en la medicina, matemáticas, la ciencia y la filosofía. Tratando de revivir la época dorada de la ciencia pérsa, los científicos iraníes están ahora con cautela tratando de llegar al mundo. Muchos científicos iraníes, junto con la Academia Iraní de Ciencias Médicas y la Academia de Ciencias de Irán, están involucrados en este avivamiento.

## Ciencia en la antigua Persia
La ciencia en Persia se desarrolló en dos fases principales separadas por la llegada y la adopción generalizada del Islam en la región.
Las referencias a temas científicos como las ciencias naturales y las matemáticas ocurren en libros escritos en los idiomas Pahlavis.

### Tecnología antigua en Persia
El Qanat (un sistema de gestión de agua utilizada para el riego) se originó en la Persia pre-aqueménida. El qanat más grande y antigua conocida se encuentra en la ciudad iraní de Gonabad, que, después de 2700  años, todavía ofrece agua potable para la agricultura a casi 40,000  personas.
Los filósofos persas y los inventores pudieron haber creado las primeras baterías (a veces conocido como el Bagdad batería) en las eras partos o sasánidas. Algunos han sugerido que las baterías pueden haber sido utilizados con fines medicinales. Otros científicos creen que las baterías se utilizaron para la galvanoplastia de transferencia de una capa delgada de metal a otra superficie hecha de metal que todavía se utiliza hoy en día y es enfoque de experimento común de aula.
Las ruedas de viento fueron desarrolladas por los babilonios aproximadamente en 1700  AC para bombear agua para riego. En el siglo VII , los ingenieros persas del Gran Irán desarrollaron un mecanismo generador de energía eólica más avanzado, el molino, basándose en el modelo básico desarrollado por los babilonios.

### Matemáticas

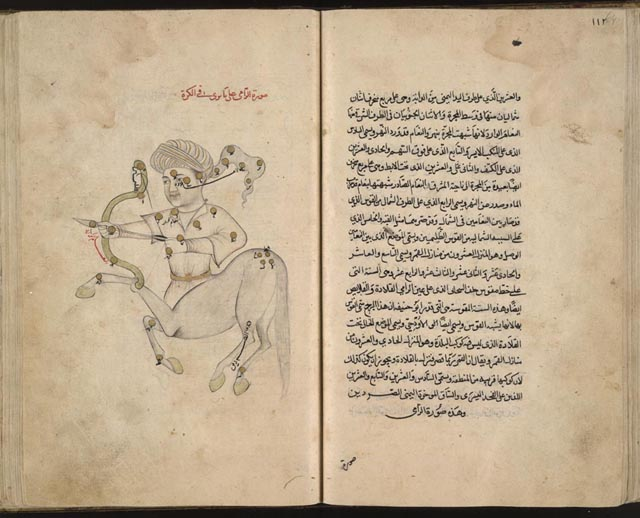
Manuscrito de Abdolrahman Sufi, Representación de Constelaciones Celestiales.

{\displaystyle {\begin{matrix}&&&&&1\\&&&&1&&1\\&&&1&&2&&1\\&&1&&3&&3&&1\\&1&&4&&6&&4&&1\end{matrix}}}
El matemático del siglo XII Muhammad Ibn Musa al-Kharazmi creó el Logaritmo mesa, desarrolló el álgebra y amplió los sistemas de cálculo pérsas e hindués. Sus escritos fueron traducidos al Latín por Gerardo de Cremona bajo el título:De Jebra et almucabola. Robert de Chester también lo tradujo con el títuloLiber algebras et almucabala. Las obras de Kharazmi "ejercieron una profunda influencia en el desarrollo del pensamiento matemático en el Occidente medieval".
Otros científicos persas fueron Abu Abbas Fazl Hatam, los hermanos Banū Musa, Farahani, Omar Ibn Farakhan, Abu Zeid Ahmad Ibn Soheil Balji (siglo IX  dC), Abul Vafa Bouzjani, Abu Jaafar Khan, Bijan Ibn Rostam Kouhi, Ahmad Ibn Abdul Jalil Qomi, Bu Nasr Araghi, Abu Reyhan Birooni, el notable poeta iraní Hakim Omar Khayyam Neishaburi, Qatan Marvazi, Massoudi Ghaznavi (siglo XIII d. C.), Khajeh Nassireddin Tusi y Ghiasseddin Jamshidi Kashani.

### Medicina
La práctica y el estudio de la medicina en Irán tiene una larga y prolífica historia. Situado en el cruce de Oriente y Occidente, el Persia a menudo se vio involucrado en la evolución de la antigua medicina griega e india; pre y post-islámica de Irán han estado involucrados en la medicina también.
Por ejemplo, el primer hospital de enseñanza, donde los estudiantes de medicina metódicamente practicaron en pacientes bajo la supervisión de los médicos fue la Academia de Gundishapur en el Imperio Persa. Algunos expertos van tan lejos como para afirmar que: "en gran medida, el crédito para todo el sistema hospitalario se debe dar a Persia".
La idea de xenotrasplantes data de los días del imperio de aqueménidas (la dinastía aqueménida), como lo demuestran los grabados de muchas quimeras mitológicas que siguen presentes en Persepolis.

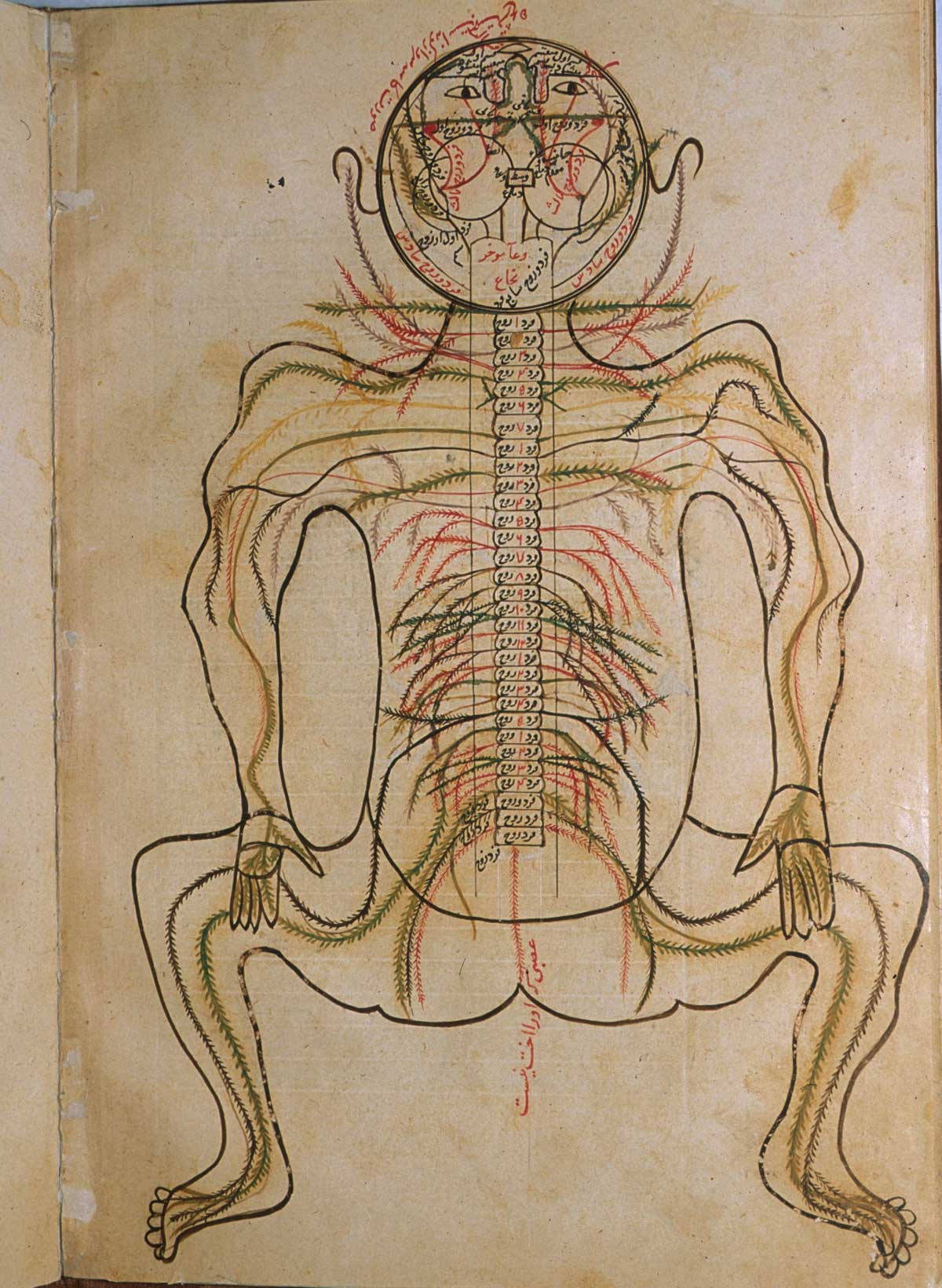
De: Mansur ibn Ilyas: Tashrīḥ-e badan-e ensān. تشريح بدن انسان. Manuscrito, ca.1450, Biblioteca Nacional de Medicina de Estados Unidos.

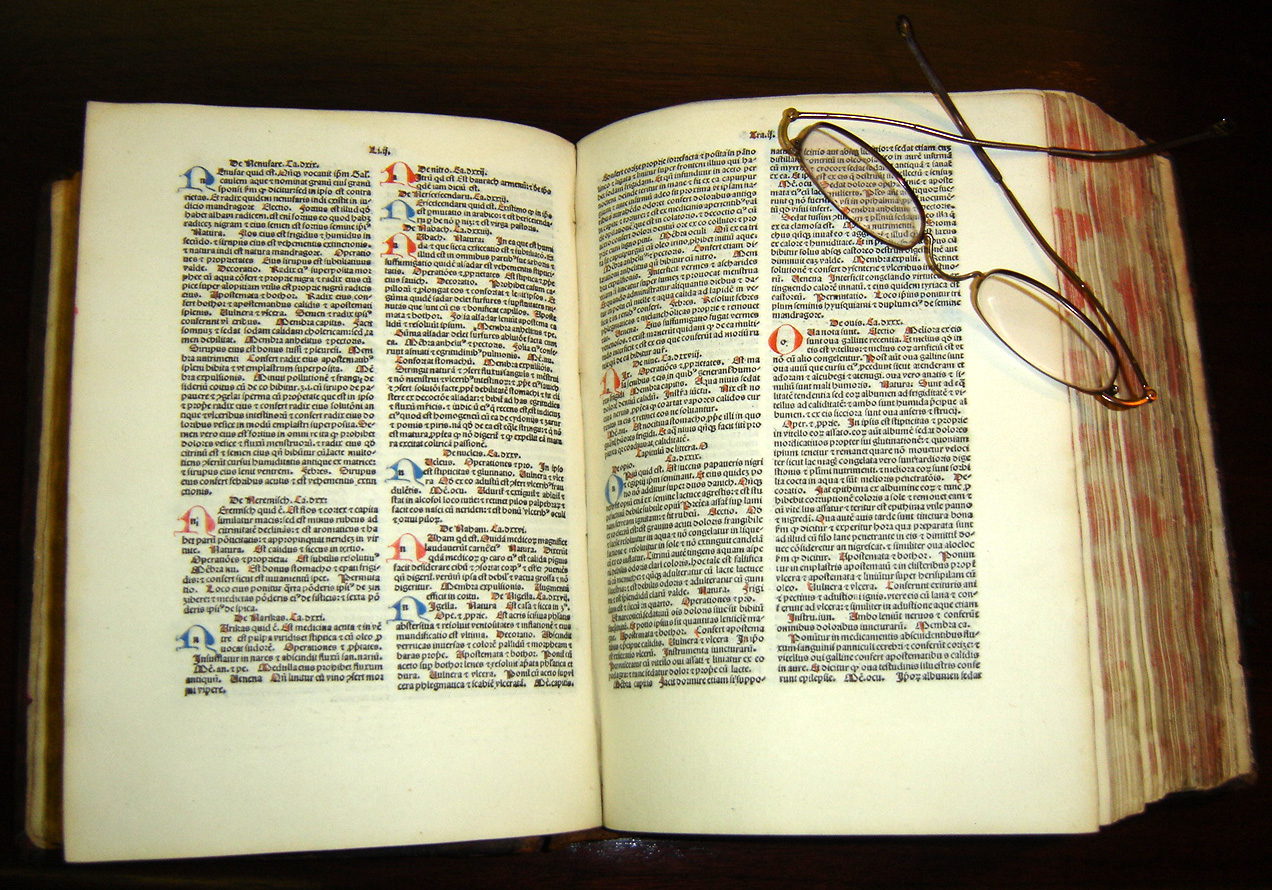
Una traducción latina de 500 años de antigüedad del Canon de la medicina por Avicena.

Todavía existen varios documentos de los que las definiciones y tratamientos del dolor de cabeza en la Persia medieval se pueden determinar. Estos documentos proporcionan información clínica detallada y precisa sobre los diferentes tipos de dolores de cabeza. Los médicos medievales enumeran diversos signos y síntomas, causas aparentes, y las normas higiénicas y dietéticas para la prevención de los dolores de cabeza. Los escritos medievales son a la vez precisos y proporcionan una larga lista de sustancias utilizadas en el tratamiento de dolores de cabeza. Muchos de los enfoques de los médicos en la Persia medieval son aceptados hoy; Sin embargo, más de alguno de ellos podría ser de utilidad para la medicina moderna.
En la obra del siglo X Shahnameh, Ferdowsi describe una cesárea realizada en Rudabeh, durante la cual un vino especial era preparado por un sacerdote zoroástrico y utilizado para producir pérdida del conocimiento para la operación.  Aunque en gran parte mítica en el contenido, el pasaje ilustra conocimiento práctico de anestesia en la antigua Persia.
Más tarde, en el siglo X, Abu Bakr Muhammad Bin Zakaria Razi es considerado el fundador de la física práctica y el inventor del peso especial o neto de la materia. Su alumno, Abu Bakr Joveini, escribió el primer libro de medicina integral en el idioma Pérsico. Razi es también el inventor de alcohol.
Después de la conquista islámica de Persia, la medicina continuó floreciendo con la subida de notables tales como Rhazes y Haly Abbas, aunque Bagdad era el nuevo heredero cosmopolita del Imperio sasánida y academia médica de Jundishapur.
Una idea de la cantidad de obras médicas compuestas en persa por sí sola puede ser obtenida de Adolf Fonahn en su obra Zur Quellenkunde der Medizin Persischen, publicado en Leipzig en 1910. El autor enumera más de 400 obras en la lengua persa en la medicina, con exclusión de autores como Avicena, que escribió en árabe. Autores-historiadores como Meyerhof, Casey Wood y Hirschberg también han registrado los nombres de al menos 80 oculistas que contribuyeron tratados sobre temas relacionados con la oftalmología desde el principio del año 800 al pleno florecimiento de literatura médica musulmána en 1300 d. C.
Aparte de lo anterior, otras dos obras médicas atrajeron gran atención en la Europa medieval, tales como Materia Médica de Abu Mansur Muwaffaq, escrito alrededor de 950 d. C., y la ilustrada Anatomía de Mansur Ibn Muhammad, escrito en 1396 d. C.
La academia de Medicina moderna comenzó en Irán cuando Joseph Cochran estableció una facultad de medicina en Urmia en 1878. Cochran se acredita a menudo por la fundación de la "primera universidad médica contemporánea" de Irán. La página web de la Universidad de Urmia le concede el crédito a Cochran por "reducir la tasa de mortalidad infantil en la región" y de la fundación de uno de los primeros modernos hospitales de Irán (hospital de Westminster) en Urmia.

### Astronomía

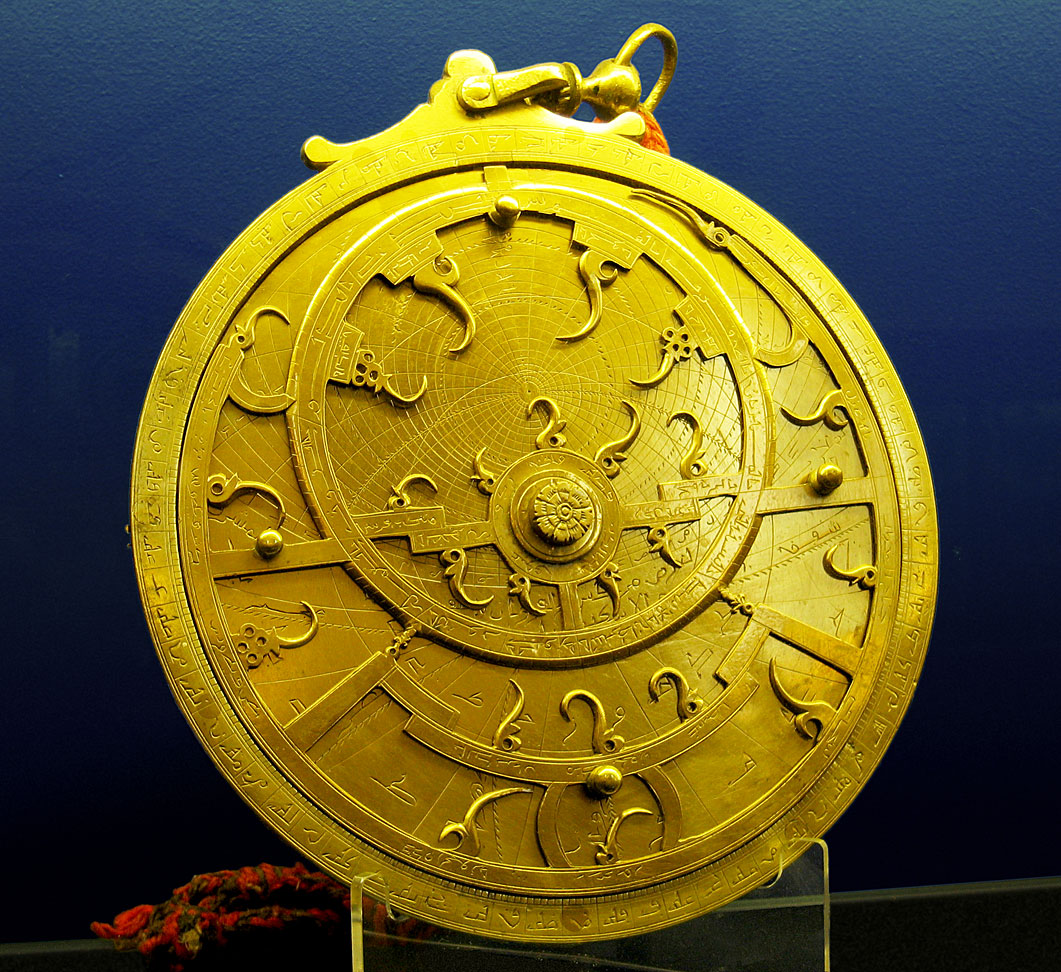
Un astrolabio persa del siglo XVIII

En 1000  dC, Biruni escribió una enciclopedia astronómica que discutió la posibilidad de que la tierra podría girar alrededor del sol. Esto fue antes de que Tycho Brahe dibujó los primeros mapas del cielo, usando animales estilizados para representar las constelaciones.
En el siglo X, el astrónomo persa Abd al-Rahman al-Sufi puso la mirada hacia arriba para el divisar toldo de estrellas en la lejanía y fue el primero en grabar una galaxia fuera de nuestra propia. Mirando a la galaxia de Andrómeda la llamó una "pequeña nube" -una descripción adecuada de la apariencia ligeramente tenue de nuestro vecino galáctico.

### Química
Tusi creyó que un cuerpo de materia es capaz de cambiar, pero no es capaz de desaparecer por completo. Él escribió "un cuerpo de la materia no puede desaparecer por completo. Sólo cambia su forma, condición, composición, color y otras propiedades, y se convierte en un asunto complejo o elemental diferente". Quinientos años después, Mikhail Lomonosov (1711-1765) y Antoine-Laurent Lavoisier (1743-1794) crearon la ley de conservación de la masa, plasmando esta misma idea.
Biruni fue el primer científico en proponer formalmente que la velocidad de la luz es finita, antes de Galileo trató de probar experimentalmente esto.
Kamal al-Din Al-Farisi (1267-1318) nació en Tabriz, Irán, es conocido por dar la primera explicación matemáticamente satisfactoria del arco iris, y una explicación de la naturaleza de los colores que reformó la teoría de Ibn al-Haytham. Al-Farisi también "propone un modelo en el que el rayo de luz del sol se refracta en dos ocasiones por una gota de agua, una o más reflexiones que ocurren entre las dos refracciones". Se verifica esto a través de una amplia experimentación utilizando una esfera transparente llena de agua y una cámara oscura.

## Ciencia en el Irán moderno
A pesar de la mala relación política con Estados Unidos y otros países occidentales, la comunidad científica de Irán sigue siendo muy productiva, incluso cuando las sanciones económicas hacen que sea difícil para las universidades comprar equipos o para enviar gente a los Estados Unidos para asistir a reuniones científicas. Después de la Revolución Iraní, ha habido esfuerzos por parte de los estudiosos de la religión para asimilar el islam con la ciencia moderna y esto es visto por algunos como la razón detrás de los recientes éxitos de Irán para aumentar su producción científica. Actualmente Irán apunta a un objetivo nacional de autosostenimiento en todos los ámbitos científicos. Muchos científicos iraníes, junto con la Academia Iraní de Ciencias Médicas y la Academia de Ciencias de Irán, están involucrados en este renacimiento. El Plan de Ciencia Integral se ha ideado sobre la base de unas 51,000 páginas de documentos e incluye 224 proyectos científicos que se deben implementar para el año 2025.

### Nanotecnología
La formación de la nanotecnología se inició en Irán desde el año 2000. En el área de la nanotecnología, en el que Irán es uno de los pioneros en el mundo, en 2002 se estableció una sede especial para el desarrollo de la nanotecnología. El Instituto de Normas e Investigación Industrial de Irán (ISIRI) ha publicado 66 normas relacionadas con la nanotecnología a finales de 2017. En mayo de 2013, los investigadores de la Universidad Tecnológica de Noshirvani en Babol lograron presentar unas formas de relación entre la nanotecnología y la neurociencia, así como un método para rastrear mensajeros en el cerebro. Numerosas instituciones científicas internacionales han reconocido las actividades de Irán en el campo de nanotecnología. El Instituto Estadounidense de Física ha publicado un artículo científico sobre el uso de materiales de nano en el tratamiento del cáncer por los científicos iraníes. Además, las instituciones participantes que han investigado sobre la nanotecnología en Irán cooperan con algunos países. Actualmente, Irán ocupa el 4º puesto en nanotecnología a nivel mundial.
En 2015, investigadores iraníes escribieron 6690 artículos en cuanto a nanotecnología, lo que representó el 72% de todos los artículos redactados sobre este tema en el mundo. En 2014, Irán ocupó también el séptimo lugar en a nivel mundial. Este rango fue 57 en 2001. Según el informe de Statnano en 2021, el 5.5% de los artículos científicos sobre la nanotecnología fue publicado por los iraníes. En promedio, el 20% de todos los artículos presentados por investigadores iraníes en 2020 estaba relacionado con este tema. El número de artículos sobre nanotecnología publicados en las revistas ISI es uno de los indicadores científicos para comprobar la posición científica de los países en este mismo campo. En los últimos años Irán ha crecido significativamente en esta área, llegando del puesto 56 en 2000 al cuarto en 2017. Según la información de la base de datos Statenano, en 2017, Irán publicó 8791 artículos relacionados a nano, lo que equivale al 5.7 % de todos los artículos sobre nanotecnología en 2017. En cuanto a este índice, Irán ocupa el primer lugar en el Golfo Pérsico y también en los países islámicos. Desde la perspectiva de la calidad de los artículos, el valor del índice h de cinco años para los artículos iraníes (publicados entre los años 2017-2013) es 93, y el puesto de Irán en esta área es 18. Además, Irán ocupa el 44º puesto en el mundo desde la perspectiva de promedio de referencias a artículos iraníes sobre la nanotecnología en los últimos cinco años hasta 2017. Irán ha registrado también más de 220 patentes relacionadas con la nanotecnología en los registros de patentes europeos y estadounidenses hasta 2018, lo que representa aproximadamente un tercio de todas las patentes iraníes en varios campos. En 2017, Irán ocupó el 22º puesto en el número de patentes publicadas en la Oficina de Patentes y Marcas de los Estados Unidos (USPTO).

### Presupuesto
El presupuesto para la ciencia nacional de Irán era alrededor de 900  millones de dólares en 2005 y no había sido objeto de un aumento significativo en los 15 años anteriores. A principios de 2000, Irán asignó alrededor del 0,4% de su PIB al I + D, que lo clasificó "muy por detrás de las sociedades industrializadas" y el promedio mundial de 1,4% Para el año 2009 esta relación de la investigación con el PIB alcanzó el 0,87% y el objetivo conjunto es de 2,5% que se alcanzó en 2015. El gobierno de Irán ha dedicado enormes cantidades de fondos para la investigación sobre tecnologías avanzadas tales como nanotecnología, biotecnología, investigación sobre las células madre y tecnología de la información (2008). La Organización de Investigación Iraní de Ciencia y Tecnología y el Instituto Nacional de Investigación de Políticas de Ciencia son dos de las principales instituciones, en función del Ministerio de Ciencia, Investigación y Tecnología, encargado de establecer las políticas de investigación a nivel estatal. En 2006, el gobierno iraní acabó con las deudas financieras de todas las universidades, en un intento de aliviar sus restricciones presupuestarias. De acuerdo con el informe sobre ciencia de la UNESCO del año 2010, la mayor parte de la investigación en Irán es financiada por el gobierno iraní, el cual proporciona casi el 75% del total de financiaciones de investigación. La cuota de las empresas privadas en la financiación de la I + D total nacional de acuerdo con el mismo informe está siendo muy bajo apenas 14% en comparación con el de Turquía de 48%. El resto de aproximadamente 11% de la financiación proviene de las organizaciones del sector de enseñanza superior y sin fines de lucro.
En 2009, el gobierno iraní formuló un plan nacional integral de 15 años por la ciencia que se centró en la educación superior y el fortalecimiento de los vínculos entre la academia y la industria con el fin de promover un conocimiento basado en la economía. De acuerdo con el plan para el año 2030, la investigación y desarrollo el gasto de Irán debe ser aumentado al 4% del PIB del 0,59% de 2006 y el aumento de su gasto en educación a más del 7% del PIB desde el nivel de 2007 del 5,49%.

### Información general

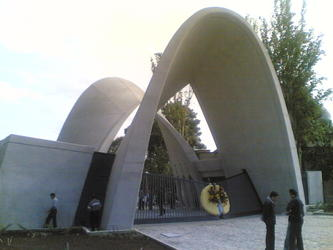
Entrada de la Universidad de Ciencia y Tecnología de Irán.

Las ciencias teóricas y computacionales están muy desarrolladas en Irán. A pesar de las limitaciones en los fondos, instalaciones y colaboraciones internacionales, los científicos iraníes han sido muy productivos en varios campos experimentales tales como farmacología, la química farmacéutica y la química orgánica y polímera. Los biofísicos iraníes, especialmente moleculares, han ganado reputación internacional desde la década de 1990. Instalaciones de alto campo de resonancia magnética nuclear, micro calorimetría, dicroísmo circular, e instrumentos para estudios de proteínas de canal único se han proporcionado en Irán durante las últimas dos décadas. La ingeniería de tejidos y la investigación sobre biomateriales apenas han comenzado a surgir en los departamentos de la biofísica. Según la Organización de Registro Estatal de Escrituras y Propiedades, se registró un total de 9.570 invenciónes nacionales en Irán durante el año 2008. En comparación con el año anterior, hubo un aumento de 38 por ciento en el número de invenciones registradas por la organización.

### La colaboración científica
Irán acoge cada año festivales científicos internacionales. El Festival Internacional Kharazmi en Ciencias Básicas y el Festival Anual de Investigación de Ciencias Médicas de Razi promueven la investigación original en la ciencia, la tecnología y la medicina en Irán. También hay una continua colaboración entre las grandes empresas de propiedad estatal y las universidades de Irán.
Los iraníes reciben científicos de todo el mundo en Irán para una visita y participación en seminarios o colaboraciones. Muchos premios Nobel y científicos influyentes, como Bruce Alberts, F. Sherwood Rowland, Kurt Wüthrich, Stephen Hawking y Pierre-Gilles de Gennes visitaron Irán después de la revolución iraní. Algunas universidades también reciben científicos estadounidenses y europeos como profesores invitados en las últimas décadas.
Irán es también un miembro activo de la COMSTECH y colabora en sus proyectos internacionales. El coordinador general de COMSTECH, el Dr. Atta ur Rahman ha dicho que Irán es el líder en la ciencia y la tecnología entre los países musulmanes y que se espera una mayor cooperación con Irán en diferentes proyectos tecnológicos y de industrialización internacionales. En 2012, los investigadores de Irán se unieron al International Thermonuclear Experimental Reactor (ITER), que es el más grande y el más avanzado reactor de fusión experimental del mundo.
Científicos iraníes y estadounidenses han colaborado en una serie de proyectos.

### Sector privado

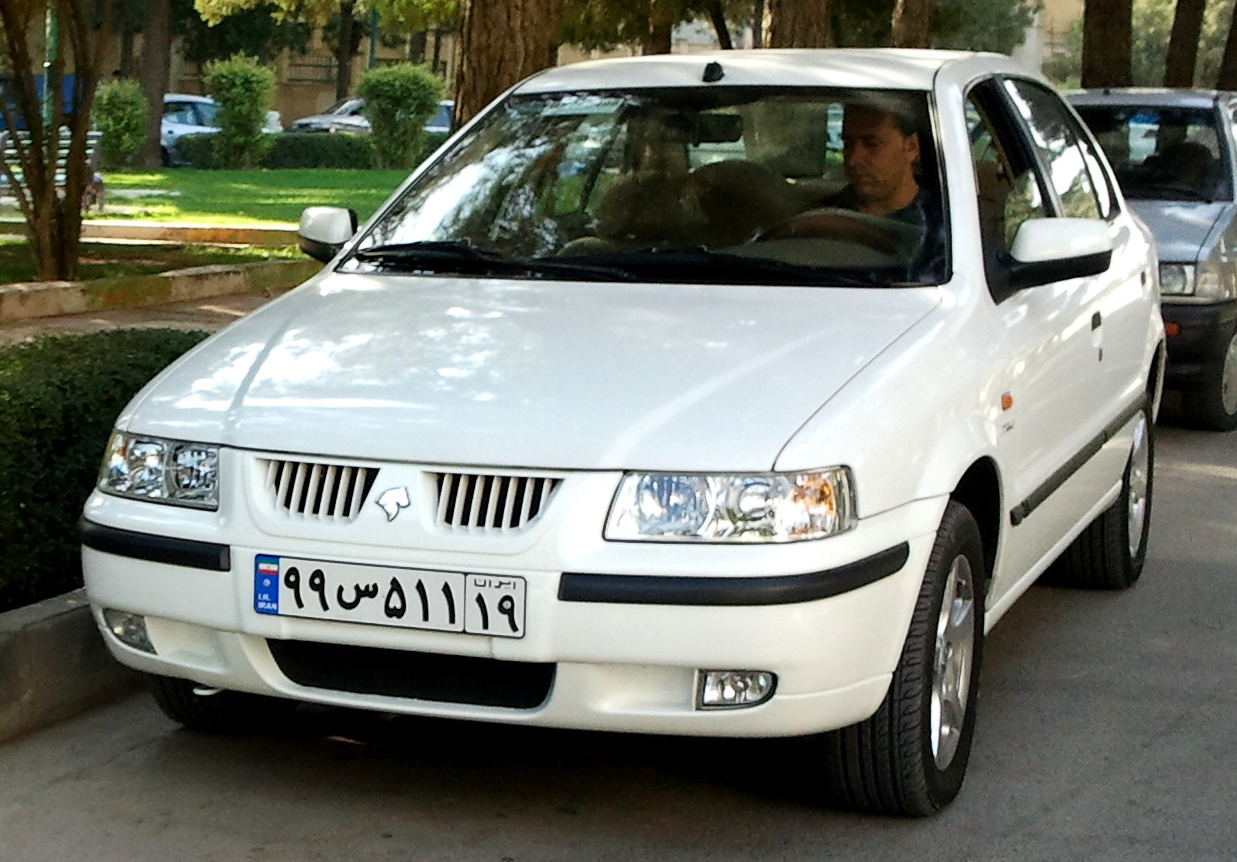
IKCO Samand LX

El Plan de Desarrollo quinto requiere el sector privado para comunicar las necesidades de investigación a las universidades para que las universidades puedan coordinar los proyectos de investigación de acuerdo con estas necesidades, con el reparto de los gastos por ambos lados.
En Irán, solo un número limitado de grandes empresas (como IDRO, NIOC, NIPC, DIO, Organización de Industrias de Aviación de Irán, Agencia Espacial Iraní, Iran Electronics Industries o Iran Khodro) tienen capacidad de investigación y desarrollo propios. En Irán, por su debilidad o ausencia, la industria de apoyo hace poco aporte a las actividades de desarrollo de la innovación/tecnología. Apoyando el desarrollo de pequeñas y medianas empresas en Irán fortalecerán en gran medida la red de proveedores. Un informe de 2003 de la Organización de Desarrollo Industrial de las Naciones Unidas con respecto a las pequeñas y medianas empresas (PyME) identificado los siguientes impedimentos para el desarrollo industrial:
- La falta de instituciones de vigilancia;
- Ineficiente sistema bancario;
- Insuficiente investigación y desarrollo;
- Falta de capacidad de gestión;
- La corrupción;
- Tributación en Irán;
- Aprehensiones socio-culturales;
- Ausencia de bucles de aprendizaje social;
- Las deficiencias en el conocimiento del mercado internacional necesarios para el competencia global,
- procedimientos burocráticos engorrosos;
- La escasez de mano de obra calificada;
- La falta de protección de la propiedad intelectual;
- El capital social inadecuada, la responsabilidad social y valores socioculturales.

A pesar de estos problemas, Irán ha progresado en diversos campos científicos y tecnológicos, incluyendo la petroquímica, la farmacéutica, la industria aeroespacial, la Defensa y la industria pesada. Incluso en la cara de las sanciones económicas, Irán se está convirtiendo en un país industrializado.
Paralelamente a la investigación académica, varias empresas se han fundado en Irán en los últimos decenios. Por ejemplo CinnaGen, establecida en 1992, es una de las empresas biotecnológicas pioneras en la región. CinnaGen ganado el premio de innovación de Biotecnología Asia 2005 debido a sus logros y la innovación en la investigación biotecnológica. En 2006 Parsé Semiconductor Co. anunció que había diseñado y producido un equipo microprocesador de 32 bits en el interior del país por primera vez. Las empresas de software están creciendo rápidamente también.

### Los parques tecnológicos
En el año 2012, Irán tenía 31 parques de ciencia y tecnología en todo el país. En 2014, Irán tenía también 930 parques y zonas industriales, de los cuales 731 están listos para ser cedidos al sector privado. El gobierno de Irán tiene planes para el establecimiento de 50 a 60 nuevos parque industriales por el final de la quinto Plan de Desarrollo Socioeconómico (2015).
| Nombre del parque                                                                               | Área de orientación | Ubicación               |
| ----------------------------------------------------------------------------------------------- | --- | ----------------------- |
| Parque Científico y Tecnológico Guilan                                                          | Agroalimentaria, Biotecnología, Química, Electrónica, Medio ambiente, TIC, Turismo.                                                     | Guilan                  |
| Parque Tecnológico Pardis                                                                       | Ingeniería Avanzada (mecánica y automatización), Biotecnología, Química, Electrónica, TIC, Nanotecnología.                              | 25 km Noreste de Tehran |
| Parque de Software y Tecnología de la Información de Teherán (planeado)                         | ICT | Tehran                  |
| Parque de Ciencia y Tecnología de la Universidad de Teherán                                     | | Tehran                  |
| Parque Científico y Tecnológico de Khorasan (Ministerio de Ciencia, Investigación y Tecnología) | Ingeniería Avanzada, Agro-Alimentaria, Química, Electrónica, TIC, Servicios.                                                            | Khorasan                |
| Parque Tecnológico Sheikh Bahai (Aka "Ciudad de Ciencia y Tecnología Isfahan")                  | Materiales y Metalurgia, Tecnología de Información y Comunicaciones, de diseño y fabricación, automatización, Biotecnología, Servicios. | Isfahán                 |
| Parque Tecnológico de la Provincia de Semnān                                                    | | Semnan                  |
| East Azerbaijan Province Technology Park                                                        | | Azerbaiyán Oriental     |
| Parque Tecnológico de la Provincia de Yazd                                                      | | Yazd                    |
| Parque Tecnológico Markazí                                                                      | | Arak                    |
| Parque Tecnológico de "Kahkeshan" (Galaxy)                                                      | Aeronáutica | Tehran                  |
| Parque Tecnológico Pars Aero                                                                    | Aeronáutica y Aviación | Tehran                  |
| Parque Tecnológico de Energía (planned)                                                         | Energía | [NA]: {{{1}}}           |

### Ciencias médicas
Con más de 400 instalaciones de investigación médica y 76 índices de revistas médicas disponibles en el país, Irán es el país 19.º en la lista de investigación médica y se convertirá en el décimo en un período de 10 años (2012). Las ciencias clínicas tienen una inversión alta en Irán. En áreas como la reumatología, hematología y trasplantes de médula ósea, los científicos médicos iraníes publican regularmente. El centro de investigación de transpante de médula ósea hematología y oncología (HORC) de la Universidad de Teherán de Ciencias Médicas en el Hospital Shariati fue establecido en 1991. A nivel internacional, este centro es uno de los mayores centros de trasplante de médula ósea y se han llevado a cabo un gran número de trasplantes exitosos De acuerdo con un estudio realizado en 2005, por la associated specialized pediatric hematology and oncology (PHO) en casi todas las principales ciudades de todo el país, donde 43 pediátras hematólogo-oncólogos certificados por la junta estaban dando la atención a los niños que sufrían de cáncer o trastornos hematológicos. Tres centros médicos infantiles universitarios han aprobado programas de becas PHO. Además de hematología, la gastroenterología ha atraído recientemente muchos estudiantes de medicina con talento. El centro de investigación de gastroenterología con sede en la Universidad de Teherán ha producido un número creciente de publicaciones científicas desde su creación.

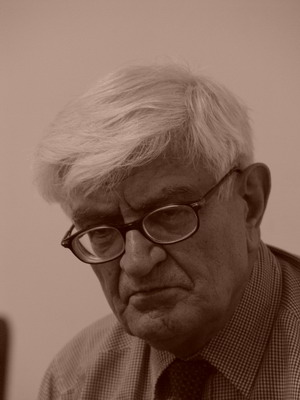
Profesor Moslem Bahadori, una de las figuras pioneras en la medicina moderna iraní

El trasplante de órganos moderno en Irán se remonta a 1935, cuando el primer trasplante de córnea en Irán se llevó a cabo por el profesor Mohammad-Qoli Shams en hospital Farabi en Teherán, Irán. El centro de trasplantes Nemazi de Shiraz, también una de las unidades de trasplante pioneras de Irán, realizó el primer trasplante de riñón de Irán en 1967 y el primer trasplante hígado en 1995. El primer trasplante de corazón en Irán se llevó a cabo en 1993 en Tabriz. El primer trasplante de pulmón se realizó en 2001, y los primeros trasplantes de corazón y pulmón se realizaron en el año 2002, ambos en la Universidad de Teherán. Irán desarrolló el primer pulmón artificial en 2009 para unirse a otros cinco países del mundo que poseen esa tecnología. En la actualidad trasplantes renales, de hígado y cardíacos se realizan rutinariamente en Irán. Irán ocupa el quinto lugar en el mundo en trasplantes renales. El Banco de Tejidos de Irán, a partir de 1994, fue el primer banco multi-instalación de tejidos en el país. En junio de 2000, la Ley de trasplante de órganos por muerte cerebral fue aprobada por el Parlamento, seguido por el establecimiento de la Red de Irán para la compra de trasplante de órganos. Este acto contribuyó a ampliar los programas de trasplante de hígado, corazón y pulmón. En 2003, Irán había realizado 131 trasplantes de hígado, 77 de corazón, 7 de pulmón, 211 de médula ósea, 20,581 de córnea y 16,859 trasplantes hepáticos. 82  por ciento de éstos fueron donadores vivos y donantes no relacionados; 10  por ciento de fallecidos; y 8  por ciento provinieron de donantes vivos relacionados. La tasa de supervivencia de trasplante renal en pacientes de 3 años fue del 92,9%, y la tasa de supervivencia del injerto de 40 meses fue de 85,9%.
La Neurociencia también se encuentra en fase creciente en Irán. Algunos programas de doctorado en neurociencia cognitiva y computacional se han establecido en el país durante la recientes décadas. Irán ocupa el primer lugar en el Medio Oriente y la región en oftalmología.
Durante la Guerra Irán-Irak los cirujanos iraníes inventaron un nuevo tratamiento neuroquirúrgico para los pacientes con lesiones cerebrales que sentó el cese de la técnica anteriormente prevalente desarrollado por el cirujano Dr. Ralph Munslow para ejército de Estados Unidos. Este nuevo procedimiento quirúrgico ayudó a idear nuevas directrices que han disminuido las tasas de mortalidad para los pacientes con comatosed penetrante Lesión cerebral traumática del 55% en 1980 al 20% de 2010. Se ha dicho que de estas nuevas pautas de tratamiento se beneficiaron la congresista Gabrielle Giffords de Estados Unidos que había recibido un disparo en la cabeza en el tiroteo de Tucson 2011.

### Biotecnología

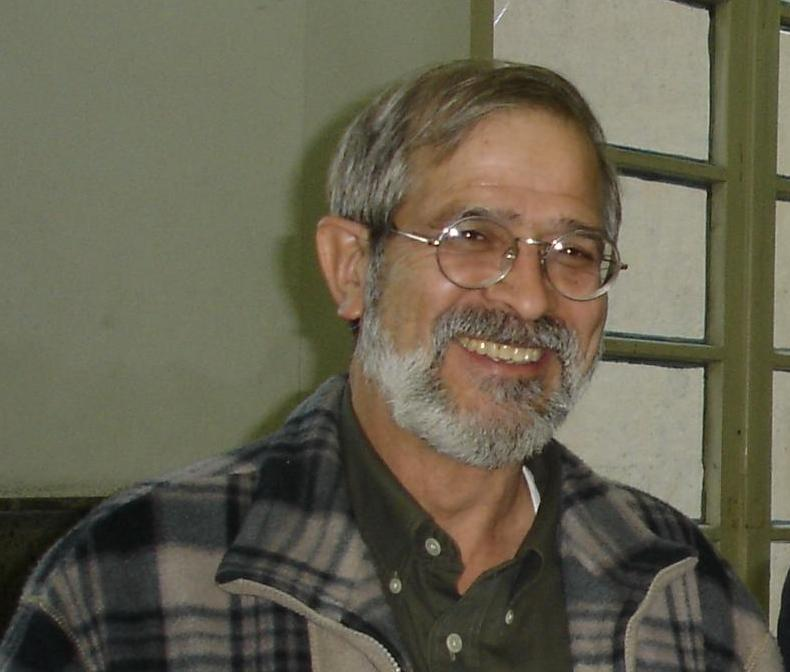
Mohammad-Nabi Sarbolouki, prominente científico y fundador del centro de investigación del primer biomaterial en Irán.

Irán tiene un sector de la biotecnología creciente que es uno de los más avanzados de entre los países en desarrollo. El Instituto Razi de Sueros y Vacunas y el Instituto Pasteur de Irán están liderando instalaciones regionales en el desarrollo y fabricación de vacunas. En enero de 1997, la Sociedad de Biotecnología iraní (SII) se creó para supervisar la investigación biotecnológica en Irán.
La investigación agrícola ha tenido éxito en la liberación de variedades de alto rendimiento con una mayor estabilidad, así como la tolerancia a condiciones climáticas adversas. Los investigadores agrícolas están trabajando en conjunto con los Institutos internacionales para encontrar los mejores procedimientos y genotipos para superar el fracaso y mejor el rendimiento. En 2005, el primer arroz genéticamente modificado de Irán fue aprobado por las autoridades nacionales y se cultivó comercialmente para el consumo humano. Además de arroz transgénico, Irán ha producido varias plantas de GM en el laboratorio, como el maíz resistente a insectos; de algodón; patatas y remolacha azucarera; resistente a los herbicidas de canola; trigo tolerante a la sequía; y resistente al tizón del maíz y trigo El Instituto Royan realizó la primera clonación animal de Irán; la oveja nació el 2 de agosto de 2006 y pasó los críticos dos primeros meses de su vida.
En los últimos meses de 2006, los biotecnólogos iraníes anunciaron que, como tercer fabricante en el mundo, habían lanzado CinnoVex (un tipo recombinante de interferón b1a) al mercado.
De acuerdo con un estudio realizado por David Morrison y Ali Khademhosseini (Harvard-MIT y Cambridge), la investigación con células madre en Irán está entre las 10 primeras en el mundo. Irán invertirá 2,5  mil millones de dólares en la investigación de células madre en el país en los próximos cinco años (2008-2013). Irán ocupa el segundo lugar en el mundo en el trasplante de células madre.
En 2010, Irán comenzó la producción masiva de bio-implantes oculares llamado SAMT. Irán comenzó a invertir en proyectos biotecnológicos en 1992 y este es la décima planta en Irán. 'Lifepatch' es el cuarto bioimplante producido en masa por parte de Irán después de huesos, válvulas cardíacas, y tendinosos bio-implantes. 12 países en el mundo producen los medicamentos de biotecnología, Irán es uno de ellos. De acuerdo con Scopus, Irán ocupa el 21 lugar en biotecnología mediante la producción de cerca de 4,000 artículos relacionados científicos en 2014.

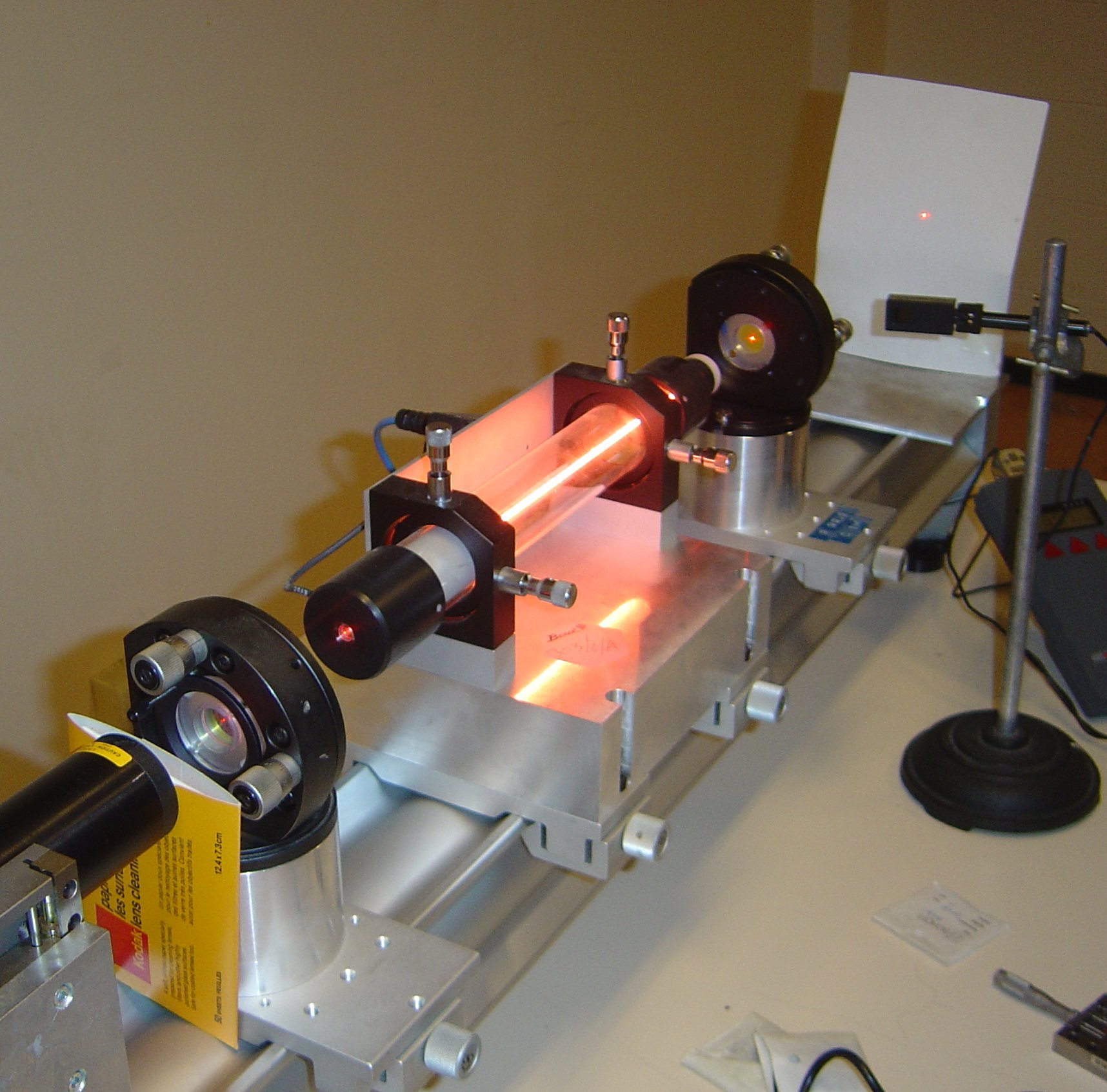
El legado Alhazen, fue instrumental en la fundación de la óptica moderna que fue continuada por Ali Javan, quien inventó el láser de gas. La óptica láser a través de la fibra óptica es una tecnología clave utilizada en el Internet hoy en día.

En 2010 AryoGen Biopharma estableció la instalación más grande y moderna basada en el conocimiento para la producción de anticuerpos monoclonales terapéuticos en la región. Al igual que en 2012, Irán produce 15 tipos de drogas monoclonales/anticuerpo. Estos fármacos contra el cáncer ahora se producen por solo dos o tres compañías occidentales.

### Física y materiales

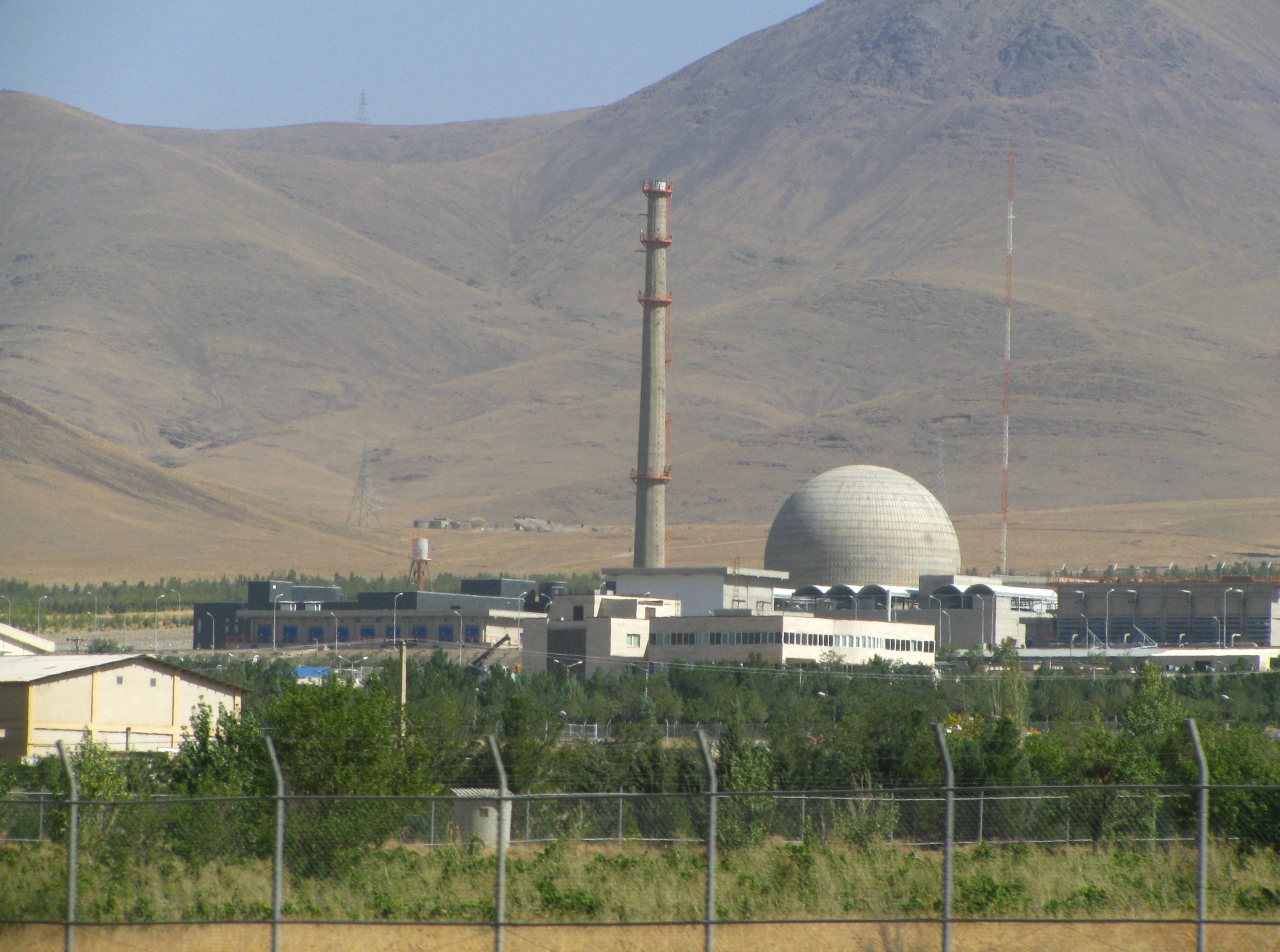
Reactor IR-40

Irán ha tenido algunos éxitos significativos en la tecnología nuclear durante las últimas décadas, sobre todo en la medicina nuclear. Sin embargo, existe poca relación entre la sociedad científica de Irán y la del programa nuclear de Irán. Irán es el séptimo país en la producción de hexafluoruro de uranio (o UF 6) Irán ahora controla todo el ciclo de producción combustible nuclear. Irán es uno de los 14 países en posesión de la tecnología de energía nuclear. Los científicos iraníes también están ayudando a construir el Compacto Muon Solenoid, un detector para el Gran Colisionador de Hadrones de la Organización Europea para la Investigación Nuclear (CERN) que comenzó a operar en 2008. Los ingenieros iraníes están involucrados en el diseño y la construcción del primer acelerador de partículas regional del Oriente Medio en Jordania, llamado Centro Internacional de Radiaciones de Sincrotrón para Ciencias Experimentales Aplicaciones en el Medio Oriente.
En 2009, Irán estaba desarrollando su primer acelerador de partículas lineal interno (LINAC)
Es uno de los pocos países en el mundo que cuenta con la tecnología para producir aleaciones de circonio Irán produce una amplia gama de lásers para la demanda dentro del país en los campos médicos e industriales.
En 2011, los científicos iraníes en la Organización de Energía Atómica de Irán (AEOI) han diseñado y construido un dispositivo de fusión nuclear, llamado IR-IECF Irán es el sexto país con esta tecnología.

### Informática y robótica
El Centro de Excelencia en Diseño, Robótica y Automatización se estableció en 2001 para promover actividades educativas y de investigación en los campos del diseño de robótica y automatización. Además de estos grupos profesionales, varios grupos de robótica trabajan en las escuelas secundarias iraníes El robot "Sorena 2", que fue diseñado por ingenieros de la Universidad de Teherán, se dio a conocer en 2010. El robot se puede utilizar para el manejo de tareas sensibles sin la ayuda de los seres humanos. El robot está dando pasos lentos similares a los seres humanos, los movimientos armoniosos de las manos y los pies y otros movimientos similares a los humanos. A continuación los investigadores planean desarrollar el reconocimiento de voz y lass capacidades de reconocimiento de objetos por visión y mayor inteligencia para este robot La IEEE ha puesto el nombre de Surena entre los cinco robots prominentes del mundo después de analizar su rendimiento En 2010, investigadores iraníes, por primera vez en el país, desarrollaron diez robots para la industria automovilística utilizando el know-how doméstico.
Centro de Investigación de Microprocesadores Ultra Rápidos en la Universidad de Tecnología de Amirkabir construyó con éxito un superordenador en Teherán en 2007. La capacidad máxima de procesamiento de la supercomputadora es 860  mil millones de operaciones por segundo. La primera supercomputadora de Irán se puso en marcha en 2001 también fue fabricada por la Universidad de Tecnología de Amirkabir. En 2009, un sistema HPC basado en Linux SUSE hecho por el Instituto de Investigación Aeroespacial de Irán (ARI) se puso en marcha con 32 núcleos y ahora dirige 96 núcleos. Su rendimiento se fijó en 192 GFLOPS. La Super PC de Irán hecha por la Compañía de Desarrollo Irán Info-Tech (filial de Organización de Desarrollo Industrial y Renovación de Irán) fue construida a partir de 216 procesadores AMD. El clúster de la máquina Linux tiene reportado "rendimiento máximo teórico de 860 conciertos-flops". El equipo Routerlab en la Universidad de Teherán diseñó e implementó un acceso con éxito - el enrutador (RAHYAB-300) y la matriz de conmutación de alta capacidad de 40 Gbit/s de (UTS). En 2011 la Universidad de Tecnología de Amirkabir y la Universidad de Tecnología de Isfahán produjeron 2 nuevos superordenadores con capacidad de procesamiento de 34,000  de mil millones de operaciones por segundo. El superordenador de la Universidad de Tecnología de Amirkabir se espera estar entre los 500 los del mundo.

### Nanotecnología
Irán ocupa el lugar 23o en el mundo en la nanotecnología en el año 2007 con la media internacional más alta, la citación de papel clasificado, entre todos los países islámicos y solo en segundo lugar después de Corea del Sur en Asia. En 2007 los científicos iraníes en el Centro Médico de Ciencia y Tecnología, lograron producir en masa una exploración avanzada con microscopio (Scanning Tunneling Microscope) (STM) En 2012, Irán ocupa el puesto 8 en nanotecnologías Irán ha diseñado y producido en masa, más de 35 tipos de dispositivos de nanotecnología avanzada. Estos incluyen equipos de laboratorio, cuerdas antibacterianos, filtros de centrales eléctricas y equipos de construcción y materiales relacionados.

### Aviación y espacio
El 17 de agosto de 2008, la Agencia Espacial Iraní ha procedido con el segundo lanzamiento prueba de un Safir de tres etapas SLV de un sitio al sur de Semnan en la parte norte del Desierto de Kavir. El portador de satélites Safir (Embajador) lanzó con éxito el satélite Omid en órbita en febrero de 2009. Irán es el noveno país en poner un satélite de producción nacional en órbita desde que la Unión Soviética lanzó el primero en 1957. Irán es uno de los pocos países en el mundo capaz de desarrollar tecnologías relacionadas con los satélites, incluyendo el sistema de navegación por satélites, el primer astronauta de Irán será enviado al espacio a bordo de un transbordador iraní en el año 2019. Irán es también el sexto país en enviar animales al espacio. Irán es uno de los pocos países capaces de producir de 20 a 25 Aviones ton de patrulla marítima En el 2013, Irán construyó su primer túnel de viento hipersónico para probar misiles y realizar investigación aeroespacial.

### Astronomía
El gobierno iraní ha comprometido 150  millones de riales (unos 16 millones de dólares para un telescopio, un observatorio y un programa de entrenamiento, todo parte de un plan para construir en el país una base de astronomía. Irán quiere colaborar a nivel internacional y ser competitivo a nivel internacional en la astronomía, dice el asesor del proyecto iraní Carl Akerlof de la Universidad de Míchigan. "Para un gobierno que por lo general se caracteriza por ser cauteloso de los extranjeros, eso es un avance importante" En julio de 2010, Irán dio a conocer su telescopio más grande de fabricación nacional-apodado "Tara".

### Energía
Irán ha alcanzado los conocimientos técnicos para establecer plantas de ciclo combinado hidroeléctrico y gas Irán es uno de los cuatro países del mundo que son capaces de fabricación avanzada de turbina de gas V94.2. Irán es capaz de producir todas las piezas necesarias para sus refinerías de gas y ahora es el tercer país en el mundo que han desarrollado tecnología de gases líquidos (GTL). Irán produce el 70% de su equipo industrial a nivel nacional incluyendo varias turbinas, bombeadores, catalizadores, refinerías, petroleros, plataforma petroleras, plataformas de costa e instrumentos de exploración. Irán es uno de los pocos países que ha alcanzado la tecnología "know-how" para la perforación en aguas profundas La Planta De Energía Nuclear de Darkhovin de Irán de diseño autóctono está programada para entrar en funcionamiento en 2016.

### Armamentos
Irán posee la tecnología para lanzar súper cohetes antisubmarinos que pueden viajar a la velocidad de 100 metros por segundo bajo el agua, convirtiendo al país persa en el segundo lugar solamente después de Rusia en posesión de la tecnología. Irán está entre los cinco países en el mundo que ha desarrollado con municiones, la tecnología de láser dirigido. Irán es uno de los pocos países que poseen el know-how tecnológico de los vehículos aéreos no tripuladoss (UAV) equipados con sistemas de escaneo y reconocimiento. Irán se encuentra entre los 12 países con tecnología de misiles. En los últimos años, Irán ha hecho avances importantes en su sector de la defensa y alcanzado la autosuficiencia en la producción de equipos y sistemas militares importantes. Desde 1992, también ha producido sus propios tanques, vehículos blindados, radares sofisticados, misiles, submarinos y aviones de combate.

## Contribución de iraníes y personas de origen iraní a la ciencia moderna

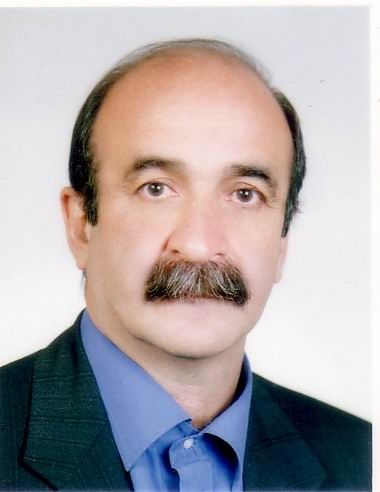
Ahmad Reza Dehpour, el más prolífico investigador de Irán del año 2006.

Los científicos de Irán han hecho contribuciones significativas a la comunidad científica internacional. En 1960, Ali Javan inventaó el primer láser de gas. En 1973, la teoría de conjuntos difusos fue desarrollada por Lotfi Zadeh. El cardiólogo iraní Tofy Mussivand inventó el primer corazón artificial y después lo desarrolló más profundamente. La HbA1c fue descubierta por Samuel Rahbar y se presentó a la comunidad médica. El teorema Vafa-Witten fue propuesto por Cumrun Vafa, un teórico de cuerdas de Irán, y su compañero de trabajo Edward Witten. La ecuación-Parisi-Zhang Kardar (KPZ) ha sido nombrada en honor a Mehran Kardar, notable físico iraní. Otros descubrimientos notables e innovaciones de los científicos e ingenieros iraníes (o de origen iraní) incluyen:
- Karim Nayernia: descubrimiento de las células madre espermatogonias
- Reza Ghadiri: premio Feynman 1998 por la invención de un sistema de repplicado molecular autoorganizado
- Mehdi Váez-Iravani: invención de la microscopía de fuerza de cizallamiento
- Siavash Alamouti y Vahid Tarokh: invención del código de bloque espacio-tiempo
- Faraneh Vargha-Khadem: descubrimiento de SPCH1, un gen implicado en un trastorno del habla y el lenguaje severo [cita requerida]
- Shirin Dehghan: premio Mujeres en Tecnología 2006[145]
- Nader Engheta, inventor del "escudo de invisibilidad" (cubierta plasmónica) y líder de investigación del año 2006, revista Scientific American,[146] y ganador de una Guggenheim Fellowship (1999) por el "paradigma fraccionado de la electrodinámica clásica"
- Ali Safaeinili: coinventor del Radar Avanzado de Marte para subsuperficies y sondeo Ionosferico (MARSIS)[147]
- Pierre Omidyar: economista, fundador y presidente de eBay
- Rouzbeh Yassini: inventor del cable módem
- Homayoun Seraji: autor más publicado en los 20 años de historia de la Journal of Robotic Systems '(declarado en 2007).
- Musulmana Bahadori: reportó el primer caso de granuloma de células plasmáticas del pulmón.
- Mohammad Abdollahi: El Nobel del premio la NIC-COMSTECH de 2005 en el campo de la Farmacología y Toxicología y Fellow NIC. Mohammad Abdollahi está clasificado como un Top Internacional 1% de los científicos destacados del mundo en el campo de la Farmacología y Toxicología de acuerdo al indicador esencial de ciencias de Estados Unidos Thompson Reuters ISI[148] Un premio denominado "Premio Mohammad Abdollahi" ha sido establecido por la Asian Network for Scientific Information y las Science Alert Publishing company, el International Journal of Pharmacology en el reconocimiento de los esfuerzos de Mohammad Abdollahi en el campo de la Farmacología y Toxicología.[149] Mohammad Abdollahi

También es conocido como uno de los principales científicos sobresalientes de los países miembros de la OCI.
- Maysam Ghovanloo: inventor de la silla de ruedas Tongue-Drive [cita requerida].
- Mansour Ahmadian y Jila nazarí: desarrolladores de PARS (aplicación paralela de rápida simulación o parallel application from rapid simulation), que ganó el premio IET Innovación 2008 en el diseño de software[151][152][153][154][155][156]
- Mohammad Nabi Sarbolouki, invención del dendrosome[157]
- Shekoufeh Nikfar: obtuvo el adjudicatario TWAS-TWOWS-Scopus de las mujeres para las mejores científicas en el campo de la Medicina en 2009.[158][159]
- Afsaneh Rabiei: inventor del espuma de metal compuesto y métodos de preparación del mismo[160] de un material ultra-fuerte y ligero, conocido como Compuesto metal Espuma (CMF).[161]
- Maryam Mirzakhani: en agosto del 2014, se convirtió Mirzakhani en la primera mujer, así como la primera iraní, en recibir la Fields Medal, el premio más prestigioso en matemáticas.[162]
- Ramin Golestanian: en agosto del 2014, Ramin Golestanian ganó el Premio Holweck por su trabajo de investigación en física.[163]

## Rankings internacionales
- De acuerdo con Scopus, Irán ocupa el puesto 17 en términos de producción científica en el mundo en referencia al año 2012 con la producción de 34,155 artículos por encima de Suiza y Turquía.[164]

- De acuerdo con el Instituto para la Información Científica, Irán aumentó sus publicaciones académicas de salida casi diez veces desde 1996 hasta 2004, y ha sido clasificado primero a nivel mundial en términos de tasa de crecimiento de la producción (seguido por China con un aumento de 3 veces)[165][166] En comparación, los únicos países del G8 en el top 20 en la clasificación con una mejora de más rápido rendimiento son Italia en lugar 10 y Canadá en el 13 a nivel mundial.[165][166][167] Irán, China, la India y Brasil son los únicos países en desarrollo entre 31 naciones con el 97,5% de la productividad científica total mundial. Los 162 países en desarrollo restantes contribuyen menos del 2,5% de la producción científica mundial.[168] A pesar de la mejora masiva de la producción científica mundial del 0,0003% en 1970 al 0,29% en 2003, la participación total de Irán en la producción total del mundo se quedó pequeña hasta ese entonces.[169][170] De acuerdo con Thomson Reuters, Irán ha demostrado un notable crecimiento en la ciencia y la tecnología en la pasada década, hubo un gran aumento de su producción de la ciencia y la tecnología de cinco veces entre 2000 y 2008. La mayor parte de este crecimiento ha sido en ingeniería y química produciendo 1,4% de la producción total del mundo en el período 2004-2008. Para el año 2008, la producción de la ciencia y la tecnología iraní representó el 1,02% de la producción total del mundo (Es decir ~ un crecimiento de 340,000% en 37 años de 1970 a 2008)[171] el 25% de los artículos científicos publicados en 2008 por Irán eran autoría colaborativa internacionales. Los cinco principales países en coautoría con científicos iraníes son Estados Unidos, Reino Unido, Canadá, Alemania y Francia.[172][173]

- Un informe de 2010 de la firma de investigación de Canadá Science-Metrix ha puesto a Irán en los primeros puestos a nivel mundial en términos de crecimiento de la productividad científica con un índice de crecimiento de 14,4 seguido por Corea del Sur con un índice de crecimiento de 9,8.[174] La tasa de crecimiento de Irán en la ciencia y la tecnología es 11 veces más que la media de crecimiento de la producción mundial en 2009 y en términos del total producción por año, Irán ya ha superado la producción científica total de países como Suecia, Suiza, Israel, Bélgica, Dinamarca, Finlandia, Austria o la de Noruega [175][176][177] Irán con una tasa de crecimiento anual de ciencia y la tecnología de 25% está duplicando su producción total cada tres años y en esta tasa alcanzará el nivel de la producción anual de Canadá en 2017.[178] El informe señala además que la capacidad de acumulación científica de Irán ha sido la más rápida en las dos últimas décadas y que esta acumulación es en parte debido a la invasión iraquí de Irán, la posterior sangrienta guerra de Irán Irak y muchas bajas de Irán debido a las sanciones internacionales vigentes sobre Irán en comparación con el apoyo internacional que Irak disfrutó. El entonces tecnológicamente superior Irak y su uso de armas químicas a los iraníes, hizo a Irán embarcarse en un ambicioso programa de desarrollo de ciencia para que los científicos se movilizan con el fin de compensar su aislamiento internacional, y esto es más evidente en el avance de la ciencia nuclear del país, que ha crecido por 8.400% en las últimas dos décadas en comparación con el 34% para el resto del mundo. Este informe predice, además, que a pesar de los avances científicos de Irán como una respuesta a su aislamiento internacional puede seguir siendo un motivo de preocupación para el mundo, todo el tiempo que puede conducir a una mayor calidad de vida para la población iraní, pero al mismo tiempo y paradójicamente también aislar a Irán aún más debido a la preocupación mundial sobre los avances tecnológicos de Irán. Otras conclusiones del informe señalan que los sectores de más rápido crecimiento en Irán son la física, las ciencias de la salud pública, la ingeniería, la química y las matemáticas. En general, el crecimiento se ha producido sobre todo a partir de 1980 y en especial ha sido cada vez más rápido desde 1991, con una aceleración significativa en 2002 y un aumento explosivo desde 2005.[5][174][175][179][180][181] Se ha argumentado que el progreso científico y tecnológico, además de el programa nuclear es la razón principal de Estados Unidos se preocupe por Irán, que puede convertirse en una superpotencia en el future.[182][183][184] Algunos en la comunidad científica iraní ven sanciones como una conspiración occidental para detener el aumento de rango de Irán en la ciencia moderna y alegan que algunos países (occidentales) quieren monopolizar tecnologías modernas.[185]

- De acuerdo con un informe de Gobierno de Estados Unidos sobre la ciencia y la ingeniería titulado "Indicadores de Ciencia y de Ingeniería: 2010", elaborado por la National Science Foundation, Irán tiene la tasa de crecimiento más alta del mundo en la producción de artículod de ciencia e ingeniería, con una tasa de crecimiento anual de 25.7%. El informe se presentó como fáctica y la políticamente neutral"... el volumen de registro que comprende los principales datos cuantitativos de alta calidad en los Estados Unidos y la organización de la ciencia y la ingeniería internacional". Este informe también señala que la muy rápida tasa de crecimiento de Irán dentro de una región más amplia fue dirigido por su crecimiento en instrumentos científicos, productos farmacéuticos, las comunicaciones y los semiconductores.[186][187][188][189][190]

- El subsiguiente informe de National Science Foundation publicado en 2012 por el gobierno de Estados Unidos bajo el nombre de "Indicadores de Ciencia y de Ingeniería: 2012" Irán, había ocupado el primer puesto a nivel mundial en términos de crecimiento de la producción de artículos científicos e ingeniería en la primera década de este milenio con una tasa de crecimiento anual de 25.2%.[191]

- La última actualización del informe de la Nacional Science Foundation publicado en 2014 por el gobierno de Estados Unidos titulado "Indicadores de Ciencia y de Ingeniería 2014", ha situado de nuevo a Irán primero a nivel mundial en términos de crecimiento de la producción científica y el artículo de ingeniería en una tasa de crecimiento anualizada de 23,0%, con 25% de la producción de Irán de haber sido producido a través de internacional collaboration.[192][193]

- Irán ocupa el número 49 de citas, 42a por publicaciones, y 135a de citas de artículo en 2005.[194] Su tasa de publicación en revistas internacionales se ha cuadruplicado en la última década. Aunque todavía es bajo en comparación con los países desarrollados, esto pone a Irán en la primera fila de los países islámicos.[19] De acuerdo con un estudio del gobierno británico (2002 ), Irán el puesto 30 en el mundo en términos de impacto científico.[111]

- De acuerdo con un informe de SJR (Consulatoría española de datos científicos) Irán ocupa el número 25 en el mundo en publicaciones científicas en volumen en 2007 (un gran salto en comparación con hace 40 años).[195] De acuerdo con la misma fuente de Irán ocupa el 20o y 17o de la producción total en 2010 y 2011 respectivamente.[196][197]

- En 2008 informe de Instituto para la Información Científica (ISI), Irán ocupa el 32, 46 y 56 en Química, Física y Biología, respectivamente, entre todos los países productores de la ciencia.[198] Irán el puesto 15 en el año 2009 en el campo de la nanotecnología en cuanto a la presentación de los artículos[115]

- Science Watch informó en 2008 que Irán tiene la tasa de crecimiento más alta del mundo de citas en ciencias médicas, ambientales y ecológicos.[199] De acuerdo con la misma fuente, Irán durante el período 2005-2009, había producido el 1,71% de los documentos de ingeniería del total del mundo, 1,68% de los trabajos de química totales del mundo y el 1,19% de los documentos de ciencias de los materiales totales del mundo.[177]

- De acuerdo con el sexto informe de "El rendimiento comparativo internacional de la base de investigación del Reino Unido" realizado en 2009 por la firma de investigación con sede en Bretaña Evidence y Department for Business, Innovation and Skills, Irán ha aumentado su producción total del 0,13% de la producción mundial en 1999 a casi el 1% de la producción mundial en 2008. Según el mismo informe Irán había duplicado sus ciencias biológicas y la investigación en salud llevado a cabo en solo dos años (2006-2008). El informe también resalta que Irán antes de 2008 había aumentado su producción en las ciencias físicas hasta diez veces en diez años y su participación en la producción total del mundo había llegado a 1,3%, en comparación con un 20% de los Estados Unidos y el porcentaje de China de 18%. Del mismo modo la producción de ingeniería de Irán había aumentado a 1,6% de la producción mundial es mayor que Bélgica o Suecia y apenas menor que registrada de Rusia de 1,8%. Durante el período 1999-2008, Irán mejoró su impacto en ciencia 0,66-1,07 por encima del promedio mundial de 0,7 similar a Singapur. En ingeniería Irán mejoró su impacto y ya está por delante de la India, Corea del Sur y Taiwán en el rendimiento de investigación de ingeniería. Para el año 2008, la participación de Irán según la mayor parte de los documentos del mundon citaron el 1% superior de los del resto del mundo que fue de 0,25%.[200]

- Según informe del gobierno francés "L'Observatoire des sciences et des técnicas (OST) 2010", Irán tuvo la tasa de crecimiento más rápida del mundo en la producción de artículos científicos entre 2003 y el período de 2008 a + 219%, prouciendo el de 0,8% de material total del mundo en referente a ciencias del conocimiento en 2008, lo mismo que Israel. El campo científico de más rápido crecimiento en Irán fueron las ciencias médicas en el 344% y el crecimiento más lento fue el de la química en un 128% con el crecimiento de otros campos que son la biología 342%, ecología 298%, 182% la física, las ciencias básicas 285%, 235% de ingeniería y matemáticas en 255%. Según el mismo informe entre los países que producen menos del 2% de ciencia y tecnología en el mundo, solo Irán, Turquía y Brasil tuvieron el crecimiento más dinámico de su producción científica, con Turquía y Brasil con una tasa de crecimiento superior al 40% e Irán por encima de 200% en comparación con las tasas de crecimiento de Corea del Sur y Taiwán en 31% y 37% respectivamente. Irán también fue uno de los países cuya visibilidad científica fue más de rápido crecimiento en el mundo, al igual que China, Turquía, India y Singapur.[201][202][203]

- De acuerdo con el último informe de gobierno francés actualizado "L'Observatoire des sciences et des técnicas (OST) 2014", Irán tiene la tasa de crecimiento más rápido del mundo en la producción de la producción científica en el período comprendido entre 2002 y 2012, habiendo aumentado su participación en la producción científica total del mundo en un +682% en dicho período, la producción del 1,4% del total de la ciencia del mundo y el ranking 18a a nivel mundial en términos de su producción científica total. Mientras tanto Irán también ocupa el primer lugar a nivel mundial por haber aumentado su participación en el alto impacto en el mundo (10%) con publicaciones de +1.338% entre 2002 y 2012 y de igual forma ocupa el primer lugar a nivel mundial, así como en el aumento de su visibilidad científica mundial a través de tener su parte de las citas internacionales incrementado en un +996% en el período anterior. Irán también ocupa el primer lugar a nivel mundial en este informe para la tasa de crecimiento de la producción científica de los campos individuales por haber aumentado su producción científica en la Biología por +

1286%, en Medicina en un +900%, en la Biología Aplicada y Ecología en un +816%, en Química un +356%, Física en un +577%, en Ciencias espaciales en un +947% , en ciencias de ingeniería un +796% y en Matemáticas por +556%.
- Un análisis bibliométrico de Oriente Medio fue lanzado por la división profesional de Thomson Reuters en 2011 titulado "Informe de Investigación Global de Oriente Medio" consiste en una comparación de la investigación científica en los países de Oriente Medio con la del mundo de la primera década de este siglo. Los hallazgos del estudio sitúan a Irán en segunda posición después de Turquía en términos de producción científica total, con Turquía produciendo 1,9% de la producción científica total mundial, mientras que parte de la producción total de la ciencia del mundo de Irán fue en el 1,3%. La producción científica total de 14 países encuestados incluyendo Baréin, Egipto, Irán, Irak, Jordania, Kuwait, Líbano, Omán, Catar, Arabia Saudita, Siria, Turquía, Emiratos Árabes Unidos y Yemen fue solo el 4% de la producción total del mundo;

- En 2011, la sociedad científica más antigua del mundo y la institución académica más importante de Gran Bretaña, la Royal Society en colaboración con Elsevier publicó un estudio llamado "Conocimiento, redes y naciones" agrimensura panorama científico mundial. Según esta encuesta Irán tiene la tasa de crecimiento más rápida del mundo en ciencia y tecnología. Durante el período 1996-2008, Irán había aumentado su producción científica por 18 pliegos.[38][39][41][42][207][208][209][210][211][212][213]

- De acuerdo con un informe de la OMPI titulado "Indicadores Mundiales de Propiedad Intelectual 2013", Irán ocupó, en dicho año, la posición 90 a nivel mundial de patentes generadas por ciudadanos iraníes, la posición 100 en diseño industrial y la 82 en marcas, posicionando a Irán por debajo de Jordania y Venezuela en este sentido, pero sobre Yemen y Jamaica. [214][215]
- Según el Índice mundial de innovación, a cargo de la Organización Mundial de la Propiedad Intelectual, en 2024, Irán se ubicó en lugar 64 en innovación entre 133 países del mundo;[216] mientras que en 2023 ocupó el lugar 62 y el lugar 53 en 2022.[217][218]

## Revistas iraníes que figuran en el Institute for Scientific Information (ISI)
De acuerdo con el Institute for Scientific Information (ISI), los investigadores iraníes y los científicos han publicado un total de 60,979 estudios científicos en las principales revistas internacionales en los últimos 19 años (1990-2008).
|                                |
| Crecimiento científico en Irán |

- Acta Médica Iranica
- Entomología Aplicada y Fitopatología
- Archivos de Medicina de Irán
- DARU Journal of Pharmaceutical Sciences
- Diario Iraní Biomédico
- Diario Iraní de Biotecnología
- Revista Iraní de Química y de Ingeniería Química
- Iranian Journal of Fisheries Sciences-English
- Diario Iraní de Patología en plantas
- ' 'Diario Iraní de Ciencia y Tecnología
- Diario Iraní de Polímeros
- Diario Iraní de la Salud Pública
- Diario Iraní de la Investigación Farmacéutica
- Diario Iraní de la Medicina Reproductiva
- Diario Iraní de la Medicina Veterinaria
- Diario Iraní de Sistemas Difusos
- Revista de Sociedad Entomológica de Irán
- Plagas de las plantas, publicación del Instituto de Investigación de Enfermedades de Insectos del Departamento de Investigación Taxonomía
- El Diario de la Sociedad Química de Irán
- Rostaniha (Diario Botánico de Irán)